# 共斑点酸
共斑点酸是一种有机化合物，化学式C19H14O10，属于一种缩酚酸环醚，是地衣的次级代谢产物，1968年发现于松蘿屬（Usnea）中，后续在孔叶衣属（Menegazzia）、黄梅属（Xanthoparmelia）中也有发现。